# Roodbandhoningzuiger
De roodbandhoningzuiger (Anthreptes rubritorques) is een zangvogel uit de familie Nectariniidae (honingzuigers).

## Verspreiding en leefgebied
Deze soort is endemisch in noordoostelijk Tanzania.